# Sigmund Mayer
Sigmund Mayer (* 12. Dezember 1831 in Preßburg; † 29. Oktober 1920 in Wien) war ein österreichischer Kaufmann und Kommunalpolitiker.
Mayer war ab 1894 in der Österreichisch-Israelitischen Union aktiv. Er verfasste Die Wiener Juden. Kommerz, Kultur, Politik 1700–1900, Wien/Berlin 1917, und Memoiren unter dem Titel Ein Wiener Kaufmann (nach anderen Angaben unter dem Titel: Ein jüdischer Kaufmann 1831–1911. Lebenserinnerungen, Leipzig 1911). Mayer wurde am Döblinger Friedhof (Israelitische Abteilung) bestattet.
Seine Tochter war die Kochbuchautorin Alice Urbach.